# Stadion im. Kamili Skolimowskiej w Spale
Stadion im. Kamili Skolimowskiej – stadion lekkoatletyczny w Spale, niedaleko Tomaszowa Mazowieckiego, w Polsce. Obiekt został otwarty w 1928 roku. Stadion jest częścią Ośrodka Przygotowań Olimpijskich w Spale (będącego pod zarządem Centralnego Ośrodka Sportu), obok znajduje m.in. kryty basen oraz hala lekkoatletyczna.
Stadion został otwarty w 1928 roku i mógł wówczas pomieścić 10 000 widzów. Obiekt posiadał bieżnię o długości 460 m. Znaczne środki na jego budowę wyasygnował prezydent Ignacy Mościcki, którego rezydencja mieściła się w Spale. Stadion powstał głównie z myślą o organizacji na nim dożynek prezydenckich, których tradycja rozpoczęła się rok wcześniej. Przy okazji Zlotu ZHP, który miał miejsce w Spale w lipcu 1935 roku, stadion wyposażono dodatkowo w sektor rzutów i stanowiska do skoku w dal, co nadało mu charakter obiektu typowo lekkoatletycznego. W czasie II wojny światowej stadion uległ zniszczeniu. W latach 50. XX wieku obiekt został odbudowany i przeznaczony na ośrodek przygotowań polskich lekkoatletów do igrzysk olimpijskich. Odtąd obiekt stał się ważnym centrum treningowym, do którego zjeżdżali czołowi polscy lekkoatleci przygotowujący się na najważniejsze zawody. Stąd też na stadionie często padały lekkoatletyczne rekordy kraju, a w 1965 roku także rekord Europy w biegu na 100 jardów. W 1986 roku na obiekcie odbyły się 40. Mistrzostwa Polski Juniorów w lekkiej atletyce. Od 17 maja 2014 roku stadion nosi imię Kamili Skolimowskiej, zmarłej w 2009 roku polskiej kulomiotki, mistrzyni olimpijskiej z 2000 roku, która często trenowała w Spale.